# União Paranaense dos Estudantes
União Paranaense dos Estudantes (UPE) é uma entidade civil localizado na cidade de Curitiba, capital do estado brasileiro do Paraná.
A UPE é a entidade máxima que representa os estudantes matriculados nas instituições de ensino superior, públicas, semipúblicas ou privadas do estado do Paraná e é a entidade estadual estudantil mais antiga do Brasil.
Sua sede esta instalado no prédio histórico conhecido por Casarão do Senhor Benjamin Lins de Albuquerque desde 1958, localizado na rua João Manoel, 142, São Francisco.

## Histórico
Fundada em 16 de setembro de 1939 com a denominação de União Estadual dos Estudantes (UEE) do Paraná, na década de 1940 passou a ser identificado pelo atual nome.
Em abril de 1968, a UPE foi fechada, arbitrariamente, pelo regime militar e extinta pelo Ministério Público Federal em janeiro de 1969 e em 1980 foi reaberta, sendo declarada de utilidade pública em 31 de outubro de 1983, em conformidade com o disposto na Lei Estadual nº 7.762.
Durante sua existência, a UPE participou de importantes movimentos estaduais e nacionais, como a campanha do "O Petróleo é Nosso", o Impeachment de Fernando Collor de Mello, ou o movimento contra a privatização da Copel.